# Wilhelm Wadl
Wilhelm Wadl (* 1954 in St. Ulrich/Feldkirchen in Kärnten) ist ein österreichischer Historiker und Archivar.

## Leben

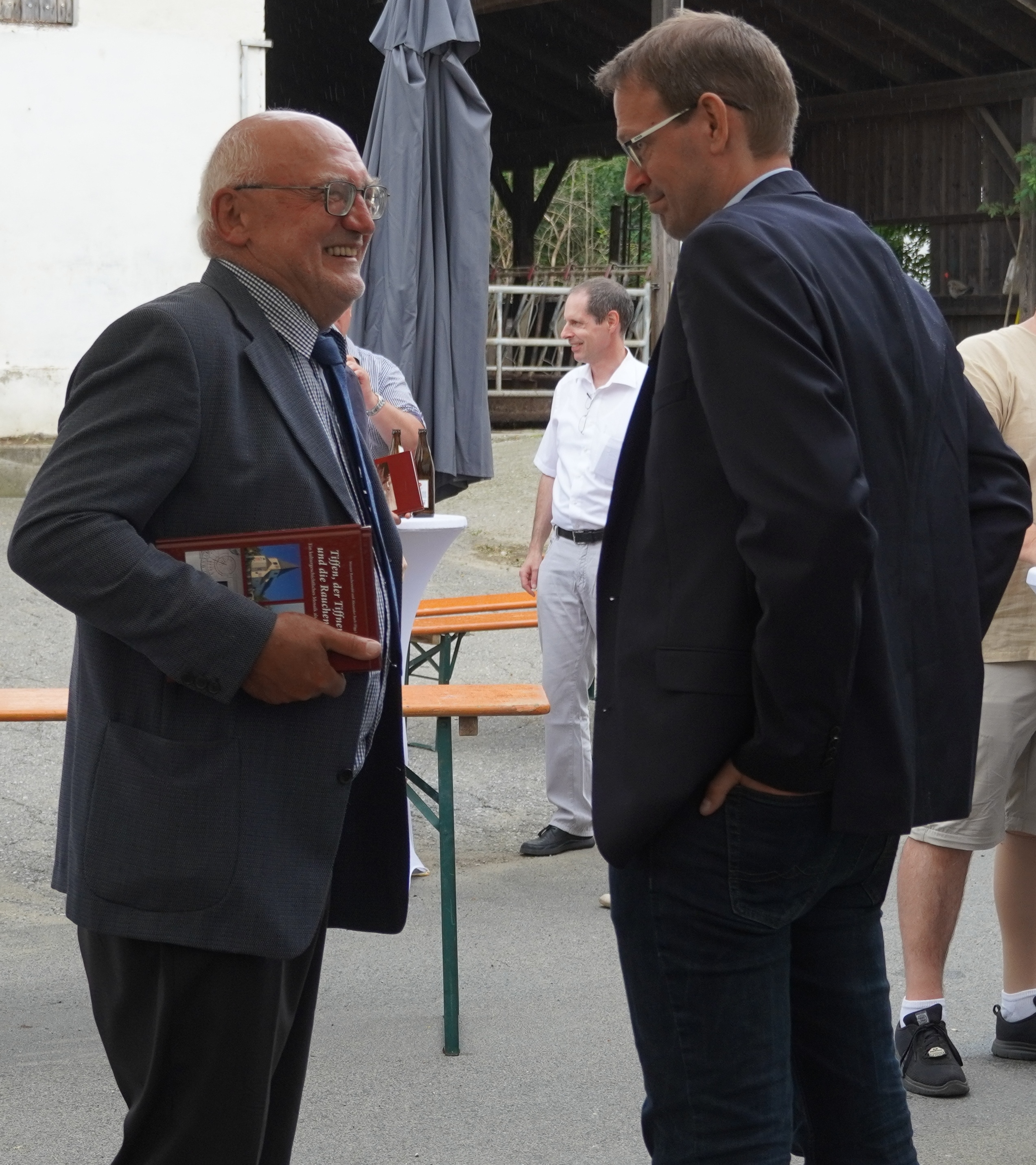
Wilhelm Wadl (links)

Nach dem Studium der Geschichte und Germanistik an der Universität Wien, das er 1979 mit der Promotion und sub auspiciis abschloss, trat Wilhelm Wadl 1980 in den Dienst des Kärntner Landesarchivs, das er von 2001 bis zu seinem Übertritt in den Ruhestand 2019 als Direktor leitete. Daneben lehrte er am Institut für Geschichte der Alpen-Adria-Universität Klagenfurt.
Als Nachfolger von Claudia Fräss-Ehrfeld wurde er 2022 zum Vorsitzenden des Geschichtsvereins für Kärnten gewählt.
Wadl ist seit 2008 Schriftleiter der vom Geschichtsverein herausgegebenen Zeitschrift Carinthia.

## Schriften (Auswahl)
Er verfasste über 330 Publikationen vorwiegend zur Kärntner Landesgeschichte.
- Geschichte der Juden in Kärnten im Mittelalter. Mit einem Ausblick bis zum Jahre 1867, Klagenfurt 1981, 2. Aufl. 1992
- Das Jahr 1945 in Kärnten: ein Überblick, Klagenfurt 1985
- Liberalismus und soziale Frage in Österreich: Deutschliberale Reaktionen und Einflüsse auf die frühe österreichische Arbeiterbewegung (1867–1879), Wien 1987
- (Mit Alfred Ogris:) Das Jahr 1938 in Kärnten und seine Vorgeschichte: Ereignisse, Dokumente, Bilder, Klagenfurt 1988, 2. Aufl. 1997
- 1000 Jahre Österreich: von der Grenzmark zur Alpenrepublik, Klagenfurt 1996
- Magdalensberg: Natur – Geschichte – Gegenwart. Gemeindechronik, Verlag Johannes Heyn, Klagenfurt 1995, ISBN 3-85366-812-7., 2. Auflage, 2024, 440 S.[4]

## Auszeichnungen und Ehrungen
- 1984 Förderungspreis des Landes Kärnten für Wissenschaft
- 2011 Kirchliche Auszeichnung in Gold für seine Beteiligung bei der Kärntner Landesausstellung „Glaubwürdig bleiben – 500 Jahre protestantisches Abenteuer“
- 2014 Großes Goldenes Ehrenzeichen des Landes Kärnten
- 2016 Goldene Medaille der Stadt Klagenfurt
- 2019 Österreichisches Ehrenkreuz für Wissenschaft und Kunst
- 2024 Berufstitel Professor